# Constel·lació Esportiva
Le Constel·lació Esportiva est un club andorran de football basé à Andorre-la-Vieille. 

## Histoire
L'équipe joue pour la première fois en Première division d'Andorre (Campionat de Lliga) en 1998 et gagne le championnat en 2000, en s'imposant 6-0 face au FC Encamp. À la suite d'irrégularités financières et de tentatives de fraude, l'équipe est exclue de Première division pour une durée de sept ans.

## Bilan sportif

### Palmarès
- Championnat d'Andorre (1) :
  - Champion : 2000

- Coupe d'Andorre (1) :
  - Vainqueur : 2000

### Bilan européen
Note : dans les résultats ci-dessous, le score du club est toujours donné en premier.
| Saison    | Compétition | Tour              | Club           | Domicile | Extérieur | Total  |
| --------- | ----------- | ----------------- | -------------- | -------- | --------- | ------ |
| 2000-2001 | Coupe UEFA  | Tour préliminaire | Rayo Vallecano | 0 - 10   | 0 - 6     | 0 - 16 |

## Anciens joueurs
- Manolo Jiménez